# Serooskerke (Walcheren)
Serooskerke (51° 33′ N, 3° 36′ L) é uma cidade dos Países Baixos, na província de Zelândia. Serooskerke (Walcheren) pertence ao município de Veere, e está situada a 6 km, a norte de Middelburg.
Em 2001, a cidade de Serooskerke tinha 1371 habitantes. A área urbana da cidade é de 0.40 km², e tem 562 residências.
A área de Serooskerke, que também inclui as partes periféricas da cidade, bem como a zona rural circundante, tem uma população estimada em 1830 habitantes.